# Lidija Łykowa
Lidija Pawłowna Łykowa (ros. Ли́дия Па́вловна Лы́кова, ur. 23 marca 1913 w guberni wołogodzkiej, zm. 16 listopada 2016 w Moskwie) – radziecka polityk, członek KC KPZR (1976-1986), wicepremier RFSRR (1967-1985).
Od 1938 w WKP(b), od 1939 funkcjonariuszka partyjna w obwodzie wołogodzkim, w 1940 zaocznie ukończyła studia w Instytucie Pedagogicznym w Wołogdzie. W latach 1942–1943 I sekretarz mołotowskiego komitetu rejonowego WKP(b) w Wołogdzie, w latach 1943-1945 I sekretarz Sokolskiego Komitetu Miejskiego WKP(b), w latach 1945-1947 kierowała wydziałem Komitetu Obwodowego WKP(b) w Wołogdzie. Od 1947 do lipca 1948 inspektor Zarządu Kadr KC WKP(b), od lipca 1948 sekretarz Iwanowskiego Komitetu Obwodowego WKP(b), w latach 1952-1956 II sekretarz Iwanowskiego Komitetu Obwodowego WKP(b)/KPZR, w latach 1956-1957 pracownica naukowa Akademii Nauk Społecznych przy KC KPZR. Od 14 października 1952 do 24 marca 1976 zastępca członka KC KPZR, od 1957 do grudnia 1961 II sekretarz Komitetu Obwodowego KPZR w Smoleńsku, od 12 grudnia 1961 do 12 kwietnia 1967 minister ubezpieczeń społecznych RFSRR, od 12 kwietnia 1967 do 23 grudnia 1985 zastępca przewodniczącego Rady Ministrów RFSRR, od 5 marca 1976 do 25 lutego 1986 członek KC KPZR, od grudnia 1985 na emeryturze. Deputowana do Rady Najwyższej ZSRR od 9 do 11 kadencji.

## Odznaczenia
- Order Lenina (czterokrotnie)
- Order Rewolucji Październikowej
- Order Czerwonego Sztandaru Pracy
- Order Przyjaźni (Rosja, 1 grudnia 2007)